# Liste der Biografien/Jux
Liste der Biografien |
Portal Biografien |
Personensuche
# |
A |
B |
C |
D |
E |
F |
G |
H |
I |
J |
K |
L |
M |
N |
O |
P |
Q |
R |
S |
T |
U |
V |
W |
X |
Y |
Z |
?
 
Ja |
Jb |
Jd |
Je |
Jh |
Ji |
Jj |
Jl |
Jn |
Jm |
Jo |
Jp |
Jr |
Js |
Jt |
Ju |
Jv |
Jw |
Jy
 
Jua |
Jub |
Juc |
Jud |
Jue |
Juf |
Jug |
Juh |
Jui |
Juj |
Juk |
Jul |
Jum |
Jun |
Juo |
Jup |
Jur |
Jus |
Jut |
Juu |
Juv |
Juw |
Jux |
Juy |
Juz
Die Liste der Biografien führt alle Personen auf, die in der deutschsprachigen Wikipedia einen Artikel haben. Dieses ist eine Teilliste mit 4 Einträgen von Personen, deren Namen mit den Buchstaben „Jux“ beginnt.

## Jux
- Jux, Egon (1927–2008), deutscher Architekt
- Jux, Ulrich (1929–2017), deutscher Geologe und Paläontologe

### Juxo
- Juxon, William (1582–1663), englischer Geistlicher, Bischof von London und Erzbischof von Canterbury
- Juxon-Smith, Andrew Terence (1933–1996), kurzzeitig Staatsoberhaupt von Sierra Leone